# Il segreto dell'azteco
Il segreto dell'azteco è il sedicesimo romanzo dello scrittore italiano Mario Biondi, Premio Campiello 1985. Esso è inoltre il secondo da lui pubblicato direttamente in formato ebook. Il romanzo conclude la Trilogia delle luci, in cui è preceduto nell’ordine da Una porta di luce (1998) e Codice Ombra (1999). Nel romanzo tornano in azione diversi personaggi dei due precedenti. 

## Trama
I membri di una torbida organizzazione mistico-affaristica sudamericana (i Sacerdoti del Ritorno di Quetzalcoatl) sono entrati in possesso di documenti dai quali sembra si possa risalire a un tesoro nascosto da antichi sacerdoti aztechi alla caduta del loro Impero. Altri documenti che sembrano indirizzare nella stessa direzione sono stati gelosamente conservati per secoli da una famiglia ebraica di Istanbul, da cui discende un adolescente di Milano. Le ricerche dei due gruppi finiscono inevitabilmente per scontrarsi.

## Edizioni
- Mario Biondi, Il segreto dell'azteco, 2016.